# Farin Urlaub

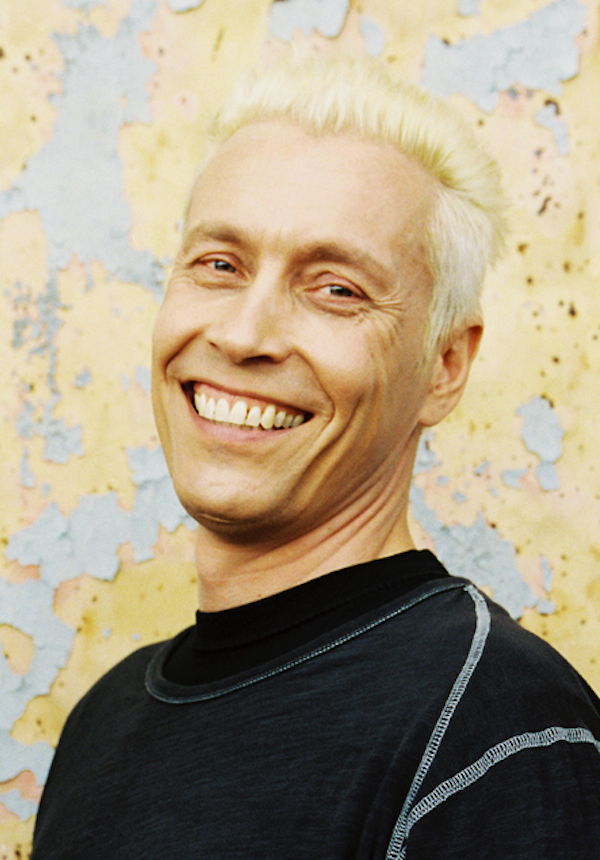
Farin Urlaub 2012

Farin Urlaub (* 27. Oktober 1963 als Jan Vetter in West-Berlin) ist ein deutscher Rockmusiker, Sänger, Gitarrist, Bassist und Fotograf. Bekannt wurde er als Gründungsmitglied der Rockband Die Ärzte, seit 2001 tritt er zudem als Solokünstler und Kopf der Band Farin Urlaub Racing Team auf.

## Leben

### Jugend
Bis zu seinem siebten Lebensjahr wohnte er mit seiner Mutter in einer Wohngemeinschaft im Berliner Ortsteil Moabit. Danach wuchs er bis zum Alter von 18 Jahren im Stadtrandortsteil Frohnau auf.
Im Alter von neun Jahren nahm er Gitarrenunterricht bei einer älteren Dame, die ihm klassische Standards beibrachte. Auf mehreren Feriencamps, an denen er teilnahm, spielte er fortan Gitarre. Sein späterer Musiklehrer riet ihm jedoch, „später […] nichts mit Musik“ zu machen. Urlaub erhielt nach dem Besuch der Victor-Gollancz-Grundschule in Berlin-Frohnau die Realschulempfehlung, bestand aber das Probehalbjahr am Georg-Herwegh-Gymnasium in Hermsdorf, das er bis zum Abitur besuchte. Mit 16 Jahren ließ er sich auf einer Klassenfahrt in London die Haare schneiden und bleichen und kehrte im Punk-Look zurück. Nach dem Abitur 1981 begann er an der Freien Universität ein Archäologie-Studium, das er zugunsten seiner Musikkarriere jedoch wieder aufgab.
Ab Ende der 1980er-Jahre war er vier Jahre lang mit Jenny Elvers liiert.

### Musikerkarriere
„Rhythmus-Gitarre beherrsche ich mittlerweile ganz gut, das hat aber auch 30 Jahre gedauert; Bass geht so (12 Jahre), Schlagzeug (ein Monat) mit Müh und Not, sonst kann ich nix.“

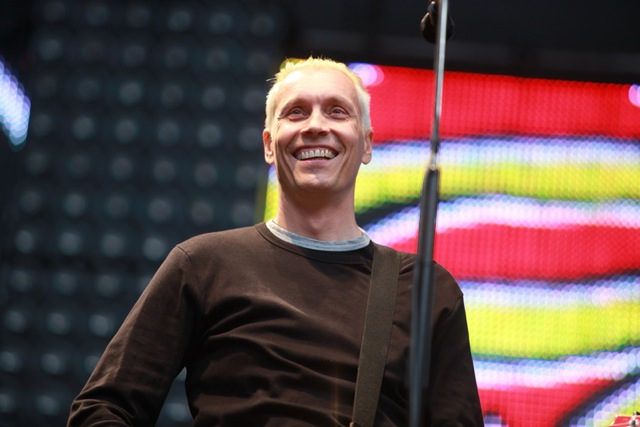
Farin Urlaub bei einem Konzert 2013

1981 lernte Urlaub im Ballhaus Spandau Dirk Felsenheimer (später Bela B) kennen und stieg in dessen Band Soilent Grün ein, nachdem dem vorigen Gitarristen das Instrument gestohlen worden war. Als sich die Gruppe 1982 auflöste, gründete er mit Bela und Sahnie Die Ärzte. Für den Künstlernamen im ersten Plattenvertrag zog er die Floskel „Fahr in Urlaub“ zu „Farin Urlaub“ zusammen.
1988, auf dem Höhepunkt der damaligen Bandgeschichte, schlug er die Trennung vor, die auch vollzogen wurde. Im Folgejahr gründete Urlaub die Band King Køng, dabei war auch Schlagzeuger Uwe Hoffmann, Produzent der „Ärzte“. Da Urlaub Abstand gewinnen wollte, nannte er sich wieder Jan. Mangels Erfolg erklärte Farin die Gruppe 1999 für aufgelöst. Seit 1993 spielt er wieder bei den „Ärzten“, die sich auf seinen Anstoß erneut zusammenfanden.
Da er der Jugendzeitschrift Bravo nicht traute, behauptete er in einem Interview, sein bürgerlicher Nachname sei „Vetter-Marciniak“. Briefe, auf denen „Vetter-Marciniak“ stand, warf er ungelesen weg.
1998 beschlossen die „Ärzte“, nicht mehr mit der Zeitschrift zusammenzuarbeiten, da diese Geschichten aus dem Privatleben der Band forderte. Bravo behauptete dann, er habe das Auto eines Paparazzo gerammt und Fans verprügelt. Urlaub reagierte mit Richtigstellungen auf der „Ärzte“-Homepage.
Farin Urlaub startete 2001 eine Solokarriere, aus der die Studioalben Endlich Urlaub! (2001), Am Ende der Sonne (2005), Die Wahrheit übers Lügen (2008) sowie Faszination Weltraum (2014) hervorgegangen sind. Außerdem wurde 2006 das Livealbum of Death, das während der Sonnenblumen-of-Death-Tour 2005 aufgenommen worden war, veröffentlicht. Das Live-Album Lass es wie einen Unfall aussehen von der Krachgarten-Tour 2009 kam in der geplanten Form als DVD nicht zustande, weil Tonspuren gelöscht worden bzw. Mitschnitte nicht wieder aufzufinden waren.

„[…] in einer unglaublichen, aber wahren Verkettung von unglücklichen Umständen ist dem eigentlich exzellenten Mitschnittmaterial der ‚Krachgarten Tour 2009‘ der adäquate Ton verloren gegangen.“

Wegen des Missgeschicks erschienen die Aufnahmen ab April 2010 als kostenloser Download. Der Musikfilm entstand unter der Regie von Norbert Heitker.
Während Urlaub Endlich Urlaub! und Am Ende der Sonne größtenteils alleine produzierte, holte er sich für die Aufnahmen des dritten Soloalbums Die Wahrheit übers Lügen sein Farin Urlaub Racing Team, das bis dahin ausschließlich live aufgetreten war, ins Studio.

## Musikstil

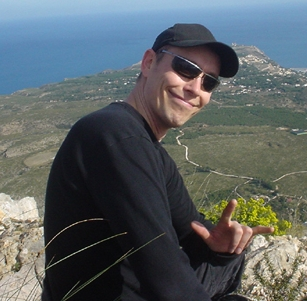
Farin Urlaub 2003 in Spanien

Seit seiner Kindheit haben ihn besonders die Beatles und Frank Zappa geprägt. Zudem hört er vor allem Johnny Cash, Depeche Mode und nach eigener Aussage „so ziemlich alles außer Free-Jazz und Techno“. Weitere von ihm geschätzte Bands sind die Foo Fighters, die Kaiser Chiefs und The Cure. Zu seinen deutschen Lieblingsbands zählen die Berliner Beatsteaks sowie Muff Potter.
Urlaub betrachtet sich selbst nicht als guten Gitarristen, da er häufig „unsaubere“ Akkorde spiele und bis heute keine Noten lesen könne, was ihn allerdings nie am Musizieren gehindert habe.
Ihm zufolge liegt der Unterschied zwischen seinen Solo- und den von ihm geschriebenen „Ärzte“-Liedern darin, dass seine Solostücke einen etwas persönlicheren und aktuellen Bezug haben. Für die „Ärzte“ versuche er, möglichst „zeitlose“ und lustige Stücke zu schreiben. Viele seiner Lieder handeln von Problemen in der Partnerschaft (Zu spät, Wegen dir, Wie am ersten Tag, Komm zurück, Nie gesagt, Mach die Augen zu, Nichts in der Welt, Heulerei) oder sind ironischer Natur (Madonnas Dickdarm, Buddy Holly’s Brille, Außerirdische, WAMMW, Meine Ex(plodierte Freundin)). Seit der Ärzte-Reunion schreibt er zudem vermehrt sozialkritische und politische Lieder (Kopfüber in die Hölle, Schrei nach Liebe, Schunder-Song, Der Misanthrop, Rebell, Ein Sommer nur für mich, Grotesksong, Deine Schuld, Nicht allein, Nichts gesehen, Lasse redn).
Waren auf dem ersten Soloalbum viele Stücke sehr satirisch (Am Strand, 1000 Jahre schlechten Sex, Wunderbar), behandelt Am Ende der Sonne vorwiegend ernstere Themen wie Politik, Sozialkritik und Persönliches (Immer noch, Kein Zurück, Sonne, Porzellan). In einigen Solostücken zeigt er auch Tendenzen zum Ska-Punk (Dermitder, Wunderbar). Am Ende der Sonne, so Urlaub, habe er dem Racing Team auf „den Leib geschrieben“, während Endlich Urlaub! eher an die „Ärzte“ erinnere. Dass das Album bei den „Ärzten“ nicht verwendete B-Seiten enthalte, sei ein Gerücht – es seien nur drei Stücke ursprünglich für die „Ärzte“ gedacht gewesen.
Seine Experimentierfreudigkeit in Bezug auf Musikrichtungen wird auch auf seinem Solowerk Die Wahrheit übers Lügen deutlich, wo neben Ska auch Reggae- und Dancehall-Stücke zu finden sind. Auch auf diesem Album schlägt Urlaub zum Teil wieder sozialkritische Töne an: Seltsam, Krieg, Zu heiß.

## Farin Urlaub Racing Team

Das FURT live

Das „Farin Urlaub Racing Team“ (kurz „FURT“) ist die Band, mit der Urlaub seine Soloprojekte spielt. Bisher absolvierte er vier Tourneen mit der Band. Den Unterschied zwischen den „Ärzten“ und dem „FURT“ beschreibt er folgendermaßen:

„Bei den Ärzten herrscht halt pure Anarchie auf der Bühne, während man beim Racing Team eher ein Orchester voller Dynamit hat.“

## Farin Urlaub im Film
- 1985: Richy Guitar, Spielfilm von Michael Laux
- 2015: B-Movie: Lust & Sound in West-Berlin 1979–1989, Dokumentation mit Mark Reeder, Regie von Jörg A. Hoppe, Klaus Maeck, Heiko Lange und Alexander von Sturmfeder, 92 min.

## Farin Urlaub als Fotograf
Aus dem Bildmaterial, das Farin Urlaub bei einigen seiner Reisen erstellte, veröffentlichte er bisher vier Bildbände. Im Jahr 2007 kam Unterwegs 1 – Indien & Bhutan und 2011 der erste deutschsprachige Bildband über Osttimor (Unterwegs 2 – Australien & Osttimor) heraus. Die Einnahmen aus dem Verkauf des ersten Bildbandes kamen der Organisation Ärzte ohne Grenzen, die des zweiten einem Krankenhaus in Osttimor zugute. 2015 erschienen die beiden Bände Unterwegs 3 und Unterwegs 4 mit Fotos seiner Afrika-Reisen.
Mit dem ernsthaften Fotografieren begann Urlaub im Jahr 2004. Er fotografiert sowohl analog als auch digital.

## Engagement und Weltanschauung
Farin Urlaub ist Antialkoholiker, Nichtraucher und seit 1987 Pescetarier. Er unterstützt Organisationen wie Greenpeace, Attac, Amnesty International und Menschen gegen Minen mit Geldspenden.
Während er bei „Ärzte“-Auftritten seit einigen Jahren fast immer schwarze T-Shirts mit grauem Rand trägt, zieht er für Racing-Team-Auftritte langärmelige schwarze Hemden an. Damit wolle er ganz offen gegen die „Identität aus der Dose“ angehen und beweisen, dass man auch, wenn man immer die gleiche Kleidung trägt, Rockstar werden kann.

## Sonstiges
- Farin Urlaub spielt hauptsächlich nach seinen Wünschen gefertigte Gitarren des Hamburger Gitarrenbauers Thomas Harm von Cyanguitars. Dazu gehören die: Black Hawk, FU Signature, Red Hawk, TwoTone und Westerland, eine Gitarre in Sylt-Form. Die früher gespielte White Hawk, die Tennisschlägergitarre Topspin und die Gitarren, die vor der Neugründung der „Ärzte“ gespielt wurden, wurden vor einiger Zeit für einen guten Zweck versteigert. Der Erlös ging an die Organisationen amnesty international, Ärzte ohne Grenzen, den deutschen Behindertensportverband und an die Von Bodelschwinghschen Anstalten Bethel. Seit kurzem spielt er auch Gitarren des italienischen Herstellers Italia Guitars.
- Farin Urlaub kam elfmal in seinen Musikvideoclips zu Singles der „Ärzte“ oder aus seinen Soloalben ums Leben:
  - In dem Clip zu Männer sind Schweine werden er, Bela B und Rodrigo González von Lara Croft umgebracht.
  - In dem Video zu Yoko Ono stürzt er mit seinen Kollegen in einem Aufzug ab.
  - Im Video Deine Schuld kommt er durch eine Naturkatastrophe ums Leben.
  - Bei dem Clip zu dem Lied Dusche aus seinem Soloalbum wird er schließlich von seiner Dusche ermordet
  - Im Video zu Sonne nimmt er sich am Ende das Leben.
  - Im Video zu Glücklich wird er von einer Verbrecherorganisation mit Beton an den Füßen ertränkt.
  - Im Video zu der 2007 erschienenen „Ärzte“-Single Junge wird er am Ende von einer Horde Zombies getötet.
  - Im Video seiner Solosingle Nichimgriff stirbt er mit seinem ganzen Racing Team, als eine Tankstelle explodiert.
  - Im Video zu seiner Solosingle Herz? Verloren aus dem Jahr 2014 stirbt er, nachdem ihm unter vollem Bewusstsein das Herz heraus operiert wird.
  - Im Video zur Singleauskopplung AWG stirbt er eines natürlichen Todes.
  - Im Video zur Single iDisco liegt er mit einem Messer im Kopf auf einem Stuhl im Hintergrund.
  - Farin zufolge schürt Norbert Heitker, sein bevorzugter Videoregisseur, latente Aggressionen gegen ihn, weshalb er ihn zumindest in Videos umbringt.
- Sein erklärtes Lebensziel ist es, alle Länder der Welt bereist zu haben. Im Jahr 2015 kam er bereits auf 150 Länder.[11]
- Farin Urlaub ist großer Japan-Fan, weshalb in diversen Songs Reminiszenzen an dieses Land auftauchen (Sumisu, Pakistan, Nichimgriff). Das Video zu Sonne zeigt ihn sogar als Samurai, dessen Geliebte bei einem Überfall getötet wird, und wie er sich zunächst an den Räubern rächt, bevor er am Ende Seppuku begeht.
- Die Gruppe LiLi aus Köln hat einen Song über Urlaub geschrieben mit dem Titel Farin U.
- Urlaub ist Miteigentümer eines Olivenhains auf Sardinien und begann im August 2022 mit dem Verkauf eines eigenen Olivenöls.[18]

## Diskografie
Studioalben

| Jahr | Titel Musiklabel                                              | Höchstplatzierung, Gesamtwochen, AuszeichnungChartplatzierungen (Jahr, Titel, Musiklabel, Platzierungen, Wochen, Auszeichnungen, Anmerkungen) | Höchstplatzierung, Gesamtwochen, AuszeichnungChartplatzierungen (Jahr, Titel, Musiklabel, Platzierungen, Wochen, Auszeichnungen, Anmerkungen) | Höchstplatzierung, Gesamtwochen, AuszeichnungChartplatzierungen (Jahr, Titel, Musiklabel, Platzierungen, Wochen, Auszeichnungen, Anmerkungen) | Anmerkungen                                                |
| Jahr | Titel Musiklabel                                              | DE | AT | CH | Anmerkungen                                                |
| ---- | ------------------------------------------------------------- | --- | --- | --- | ---------------------------------------------------------- |
| 2001 | Endlich Urlaub! FU Völker hört die Tonträger (UMG)            | DE3 Gold · (33 Wo.)DE | AT28 (4 Wo.)AT | CH85 (2 Wo.)CH | Erstveröffentlichung: 22. Oktober 2001 Verkäufe: + 150.000 |
| 2005 | Am Ende der Sonne FU Völker hört die Tonträger (UMG)          | DE1 Gold · (24 Wo.)DE | AT2 (23 Wo.)AT | CH20 (9 Wo.)CH | Erstveröffentlichung: 5. April 2005 Verkäufe: + 100.000    |
| 2008 | Die Wahrheit übers Lügen FURT Völker hört die Tonträger (UMG) | DE2 Gold · (19 Wo.)DE | AT5 (12 Wo.)AT | CH12 (3 Wo.)CH | Erstveröffentlichung: 31. Oktober 2008 Verkäufe: + 100.000 |
| 2014 | Faszination Weltraum FURT Völker hört die Tonträger (UMG)     | DE1 Gold · (24 Wo.)DE | AT3 (6 Wo.)AT | CH6 (4 Wo.)CH | Erstveröffentlichung: 17. Oktober 2014 Verkäufe: + 100.000 |

Allgemeiner Hinweis: Veröffentlichungen als Farin Urlaub sind als FU und Veröffentlichungen als Farin Urlaub Racing Team als FURT gekennzeichnet.